# 赵尚忠
赵尚忠，德安（今江西德安）人，元朝政治人物。进士出身。
赵尚忠曾接替杜祐任松江府知府一职，1329年由明安答儿接任。